# Гуцисько (гміна Стомпоркув)
Гуцисько (пол. Hucisko) — село в Польщі, у гміні Стомпоркув Конецького повіту Свентокшиського воєводства.
Населення — 688 осіб (2011).
У 1975-1998 роках село належало до Келецького воєводства.

## Демографія
Демографічна структура на день 31 березня 2011 року:
|          | Загалом | Допрацездатний вік | Працездатний вік | Постпрацездатний вік |
| -------- | ------- | ------------------ | ---------------- | -------------------- |
| Чоловіки | 325     | 52                 | 236              | 37                   |
| Жінки    | 363     | 47                 | 208              | 108                  |
| Разом    | 688     | 99                 | 444              | 145                  |